# Кэннон, Хьюи
Хьюи Кэннон (англ. Hughie Cannon, 1877 — 1912) — американский автор песен и пианист.

## Биография
Начал выступать с «Менестрелями Барлоу» в 1890-х годах как певец, танцор и пианист, часто работал с актёром Джоном Куином и опубликовал несколько песен. Время от времени он работал пианистом в баре в Джексоне, штат Мичиган, где познакомился с местным музыкантом Уиллардом «Биллом» Бэйли, и написал песню «(Won't You Come Home) Bill Bailey», а затем продал все права на песню нью-йоркскому издателю. После публикации песня быстро стала хитом, и с тех пор её много раз исполняли самые разные певцы, в том числе Луи Армстронг, Элла Фицджеральд, Перл Бэйли, Мэрион Монтгомери, Арета Франклин и Бобби Дэрин. Песня стала мгновенным успехом после её первого исполнения Джоном Куином. Ещё один из долгоиграющих хитов автора — «Frankie and Johnny», опубликованный в 1904 году. Написал заглавную песню «I Love the Two Steps (With My Man)» для нью-йоркского шоу «Mrs. Black Is Back», которое открылось в 1904 году и дало 79 представлений. Также написал музыку к «Венецианскому роману» в театре «Никербокер». В конце жизни оказался в нищете и умер в больнице округа Лукас, штат Огайо, по официальной версии от цирроза печени. Он был похоронен в Коннеллсвилле, штат Пенсильвания, где жила его мать Мэй Браун Кэннон Смит Роббинс (англ. May Brown Cannon Smith Robbins), работавшая в шоу-бизнесе.